# Móng rồng gai
Móng rồng gai (danh pháp: Artabotrys spinosus) là loài thực vật có hoa thuộc họ Na. Loài này được Craib mô tả khoa học đầu tiên năm 1925.